# Harris Flanagin
Harris Flanagin (3 de Novembro de 1817 – 23 de Outubro de 1874) foi um político americano que exerceu como o 7º Governador do Arkansas de 1862 até 1864. Antes disso, serviu como oficial do Exército dos Estados Confederados que comandava um regimento de atiradores no Arkansas no Teatro Ocidental da Guerra Civil Americana.

## Primeiros anos e formação
Harris Flanagin nasceu no Condado de Cumberland, Nova Jersey. Seus pais eram James e Mary Flanagin. Obteve uma educação bastante boa em uma escola Quaker de Nova Jersey e depois foi para Clermont, Pensilvânia, para ensinar em um seminário. Logo depois disso, mudou-se para Illinois, onde novamente tentou ensinar e, enquanto trabalhava, estudava direito. Em 1837, mudou-se para o Arkansas e geriu um escritório de advocacia em Greenville, a sede do Condado de Clark, mas depois mudou-se para Arkadelphia, a nova sede do condado. Flanagin exerceu na Câmara dos Representantes do Arkansas de 1842 até 1844. Casou-se no dia 3 de Julho de 1851 com Martha Eliza Nash.

## Guerra Civil Americana
Durante a Guerra Civil Americana, serviu no Exército dos Estados Confederados como capitão e subiu ao posto de coronel antes da guerra terminar. Serviu com o 2º Regimento dos Atiradores do Arkansas. Em 1862, Flanagin foi eleito Governador do Arkansas e foi retirado da ativa para assumir o cargo. Seu governo lidou principalmente com medidas relacionadas à guerra e com a manutenção da ordem e da continuidade do governo durante uma invasão. Seu governo enfrentou escassez de produtos críticos, aumento de preços, assistência com as famílias de soldados mortos e problemas relacionados. Durante a guerra, o governo foi forçado a suspender a cobrança de impostos e financiou a guerra com "títulos de guerra" de papel. O capitólio em Little Rock, Arkansas, sucumbiu para as tropas da União no dia 10 de Setembro de 1863. Flanagin apreendeu o máximo de documentos do governo que pôde e fugiu para Washington, Arkansas, onde montou um capitólio temporário. Enquanto Flanagin permaneceu em território controlado pela Confederação, um novo governo da União sob a governança de Isaac Murphy foi inaugurado no dia 18 de Abril de 1864.

## Últimos anos
Após a Guerra Civil Americana, Flanagin devolveu os arquivos do estado e retomou sua advocacia em Arkadelphia. Está sepultado no Rose Hill Cemetery de Arkadelphia.